# Narol
Narol – miasto w woj. podkarpackim, w powiecie lubaczowskim; siedziba gminy miejsko-wiejskiej Narol. Miasto położone jest na Roztoczu Wschodnim, nad rzeką Tanwią, w historycznej ziemi bełskiej.
Narol uzyskał lokację miejską w 1592 roku, zdegradowany w 1896 roku, ponowne nadanie praw miejskich w 1996 roku.
Według danych Głównego Urzędu Statystycznego z 1 stycznia 2024 r. miasto liczyło 1979 mieszkańców, będąc 44. najludniejszym miastem w województwie.

## Historia

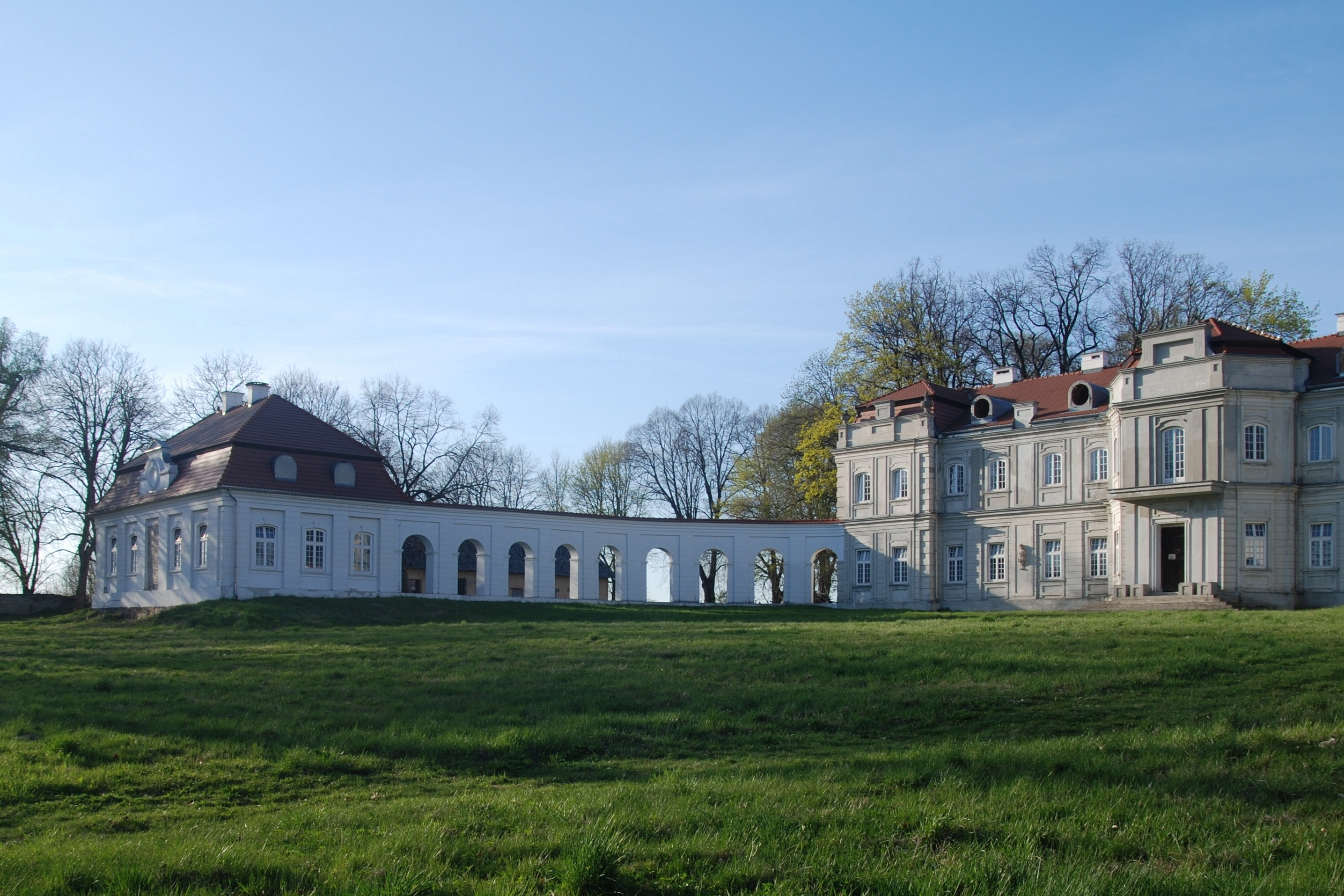
Pawilon i arkada zachodnia w zespole pałacowym Narolu

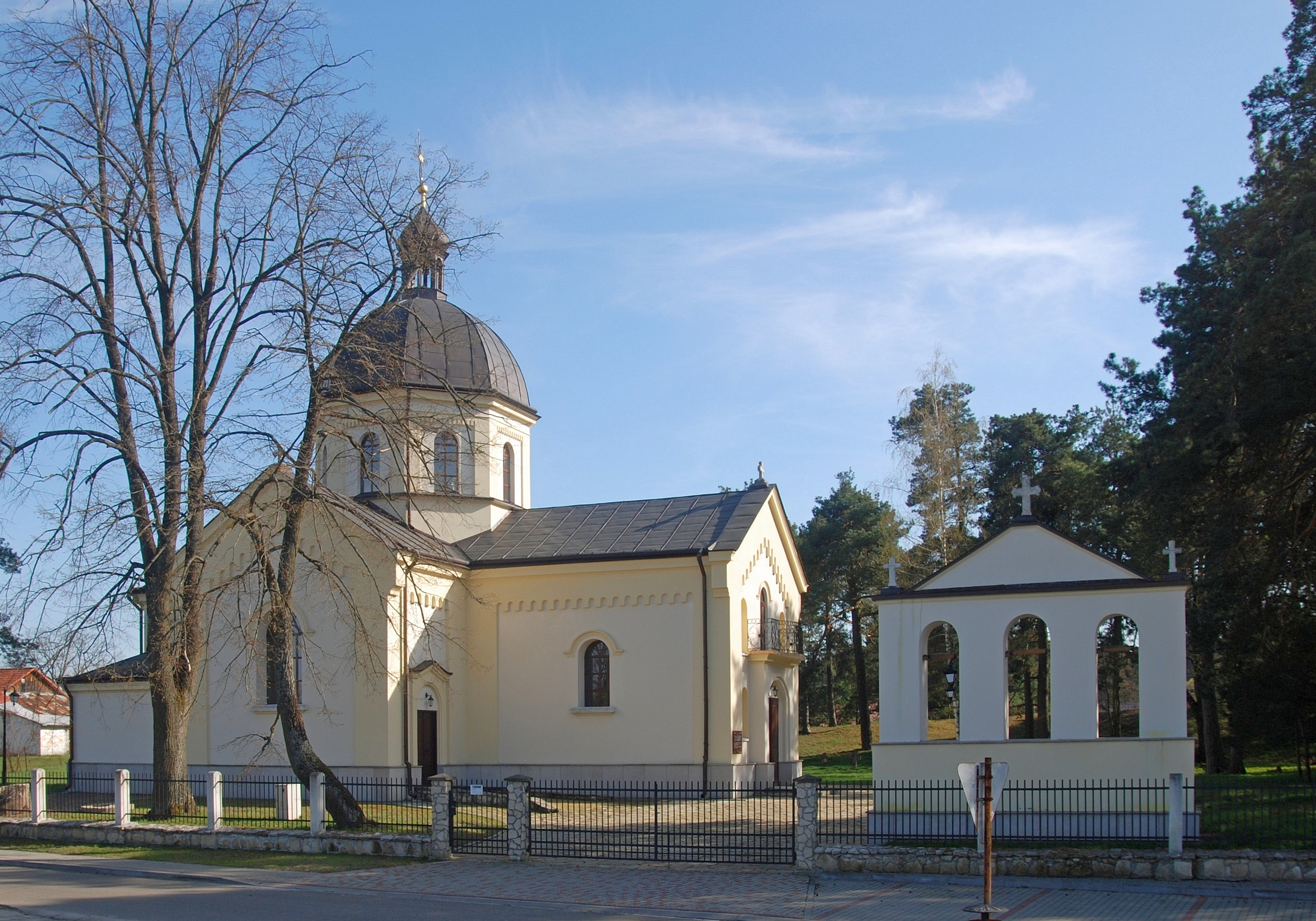
Cerkiew greckokatolicka

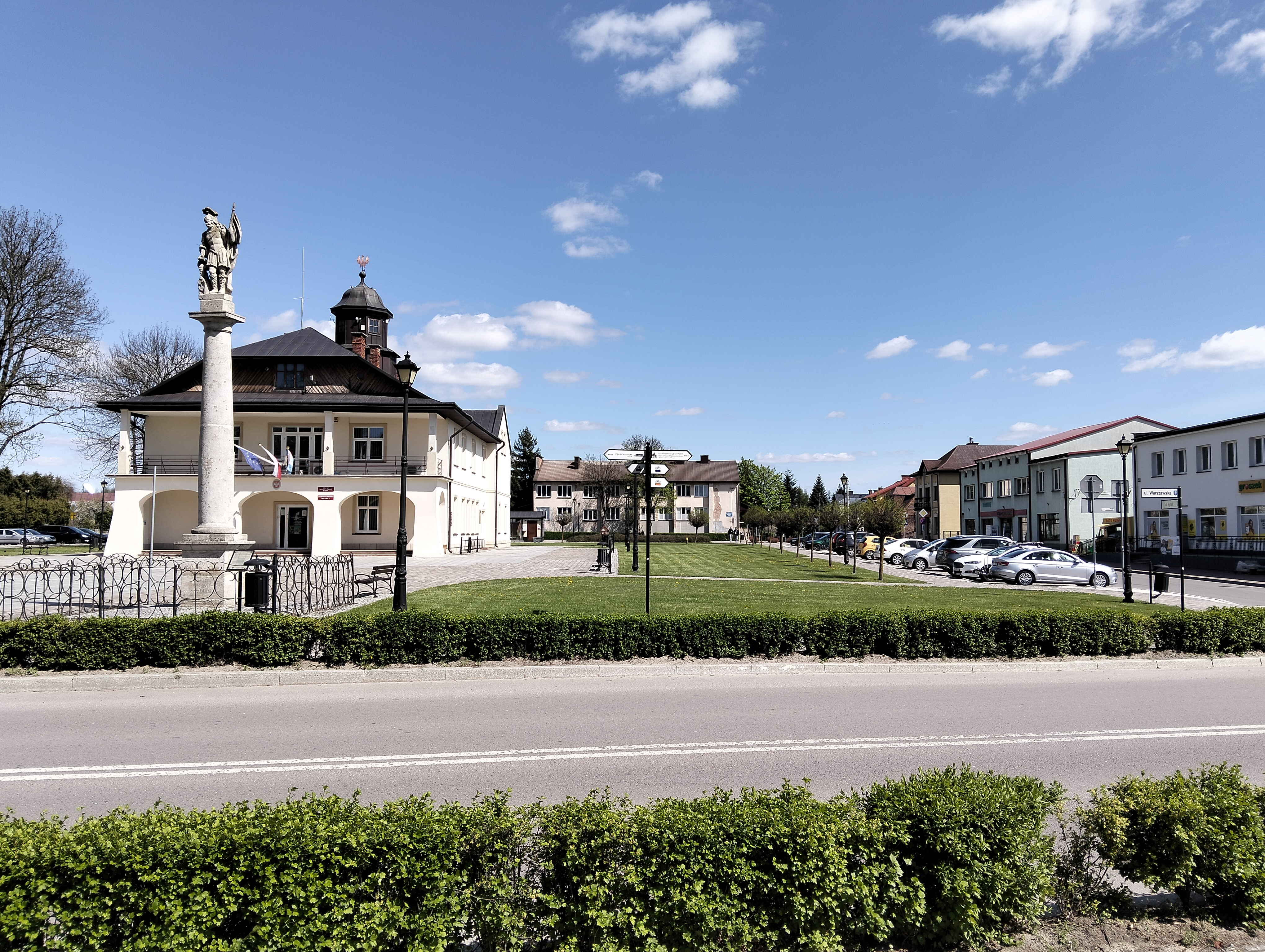
Fragment rynku

Początkowo była to osada zwana Florianów. Nazwa pochodziła od założyciela Floriana Łaszcza Nieledowskiego i jego małżonki Katarzyny z Trzcieńskich. Florianów został założony w 1596, następnie w 1648 doszczętnie zniszczony przez Kozaków, a ludność wymordowana. Po miasteczku zostało niewiele śladów. Mieszkańcy okolicznych wsi oraz inni nowo nasiedleni stworzyli nieco na zachód nową osadę, zakładając osiedle pod nazwą Narol. Swoją nazwę zawdzięcza nowej lokalizacji „na roli”, stąd też późniejsza nazwa Narol.
6 października 1672 r. pod Narolem hetman wielki koronny Jan Sobieski rozbił Tatarów Dżambet-Gireja, uwalniając ok. 20 tysięcy osób wziętych w jasyr. 
W XVII wieku Narol był własnością Silnickich, następnie Potockich, w połowie XVIII wieku Antoniego Dziewałtowskiego, od roku 1753 do 1876 Łosiów, następnie Puzynów i w XX wieku Korytowskich.
Tuż przed trzecim rozbiorem Rzeczypospolitej Obojga Narodów właściciele ziemscy zdecydowali na budowę pałacu na wzgórzu pomiędzy Narolem i Kadłubiskami a zaraz potem kościoła murowanego obok kaplicy św. Anny.
W 1914 miasto zostało zniszczone przez Austriaków.
W II Rzeczypospolitej wieś w powiecie lubaczowskim województwa lwowskiego. Po reformie administracyjnej Narol najpierw uzyskał prawa miejskie w 1930 r. (Dz.U. z 1930 r. nr 38, poz. 333), po czym szybko je utracił. Podczas kampanii wrześniowej w 1939 roku pod Narolem toczyła walki 6 Dywizja Piechoty, przejściowo wypierając Niemców 18 września z miejscowości.
W latach 1942–1946 nacjonaliści ukraińscy z OUN-UPA zamordowali tutaj 64 Polaków, z których większość zginęła w nocy z 21 na 22 maja 1944, gdy na miejscowość napadło 5 sotni UPA, w tym sotnia „Żeleźniaka”. Miasta broniły oddziały Armii Krajowej, które napastnikom zadały znaczne straty i zmusiły ich do odwrotu, tracąc przy tym 13 zabitych i 25 rannych. W czasie napadu częściowo spłonęły okoliczne wsie Jędrzejówka, Kadłubiska, Narol Wieś i Ruda Różaniecka.
Po II wojnie światowej ogrom zniszczeń i mała liczebność populacji nie pozwalały również na używanie statusu miasta. Stopniowo odbudowywano Narol, który wchłonął w latach 50. miejscowość Krupiec leżącą po drugiej stronie rzeki Tanew, którą do chwili akcji „Wisła” zamieszkiwali Ukraińcy, którzy pozostawili po sobie cerkiew unicką. Po ludności żydowskiej nie pozostała natomiast bożnica, a jedynie cmentarz bez nagrobków – ponieważ Niemcy w czasie ostatniej wojny utwardzali nimi drogi w pochodzie na wschód, dzisiejsze położenie to tzw. „okopisko” pomiędzy ul. Polną a ul. Józefowską.
Od 1975 r. gmina Narol znajdowała się w województwie przemyskim.
Prawa miejskie odzyskał Narol w 1996 r. Wcześniej należało zwiększyć niewystarczającą liczbę mieszkańców, dlatego też za zgodą mieszkańców przyłączono trzy miejscowości: Zagrody (obecnie ul. Armii Krajowej i ul. Pałacowa), bloki PGR (część ul. Warszawskiej), a także najbardziej oddaloną i najmniej liczną miejscowość Młynki (dziś ul. Młynki). Zapisano to w rozporządzeniu Rady Ministrów „w skład miasta Narola wchodzi obszar obrębu ewidencyjnego Narol o powierzchni 1232,00 ha, posiadający identyfikator numeryczny 65173001; granicami miasta Narola są granice tego obrębu ewidencyjnego, szczegółowo określone i opisane w ewidencji gruntów”.
W latach 1954–1972 wieś należała i była siedzibą władz gromady Narol. W latach 1975–1998 miasto znajdowało się w województwie przemyskim.

## Parafia

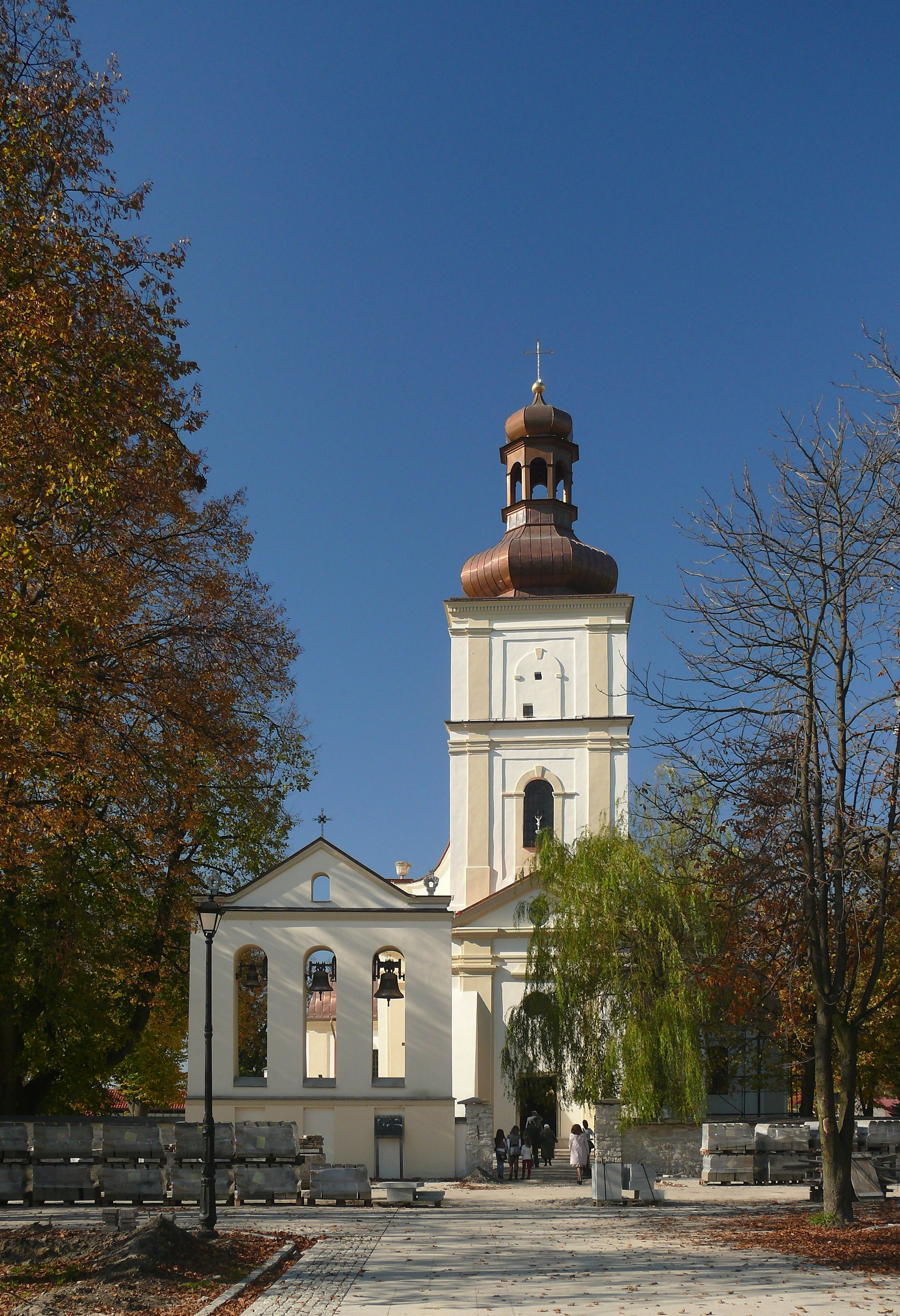
Kościół parafialny w Narolu

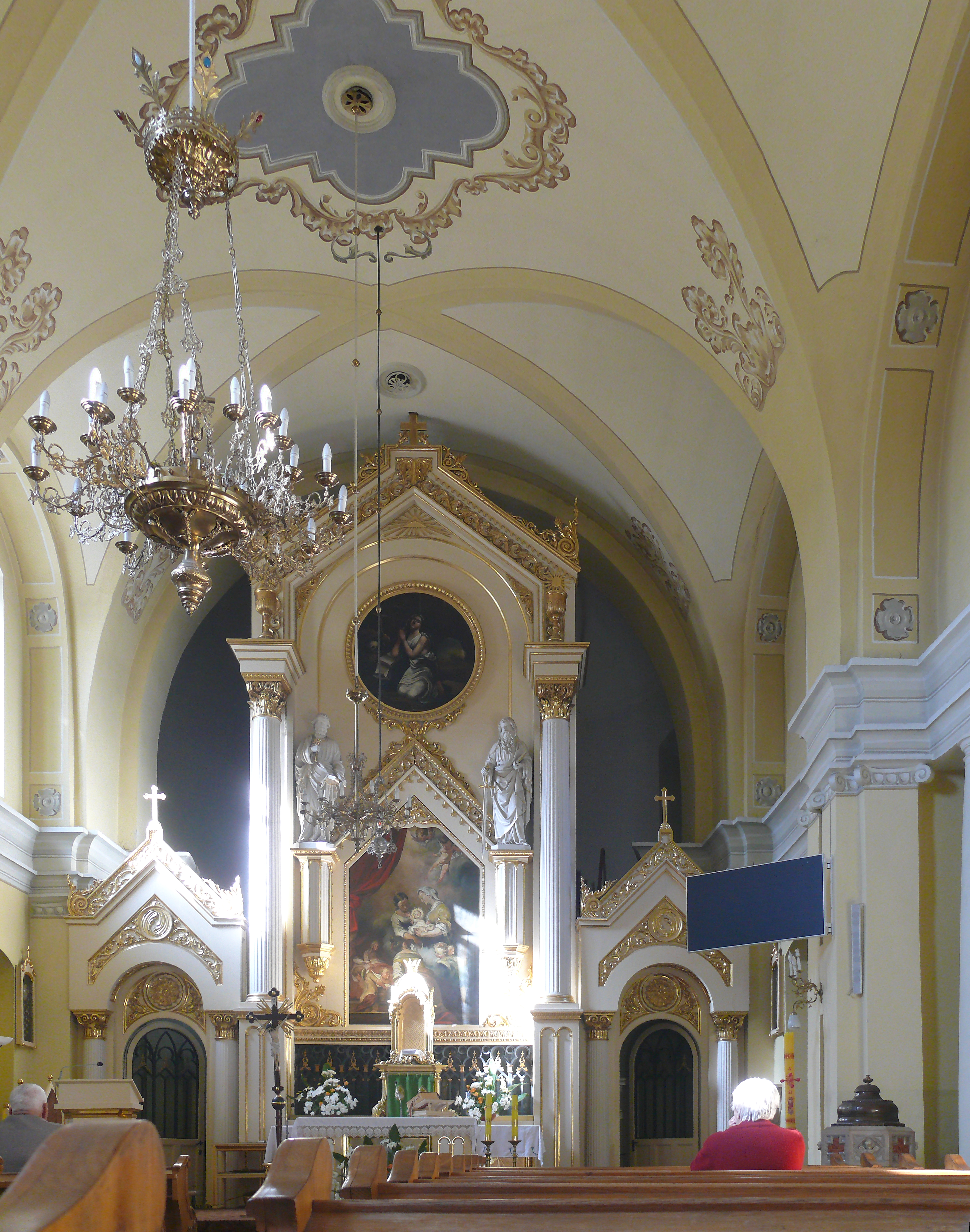
Ołtarz główny kościoła parafialnego pw. Narodzenia NMP

Parafia narolska swoją siedzibę miała początkowo poza samym Narolem niedaleko pałacu właścicieli ziemskich.Pierwszy kościół usytuowany był na „Księżej górce” we włączonej dziś do Narola miejscowości Zagrody, gdzie do dziś znajdują się nagrobki włodarzy i księży z początku XVI wieku (niestety brak właściwej opieki i oznaczeń zaciera stopniowo ślady historyczne). Późniejszy obiekt sakralny zbudowano tuż obok zniszczonego przez czas kościoła modrzewiowego. Następnie, z chwilą oddania w 1807 r. kościoła murowanego w centrum Narola, sprzedano go do Lubaczowa, po czym znalazł się on w miejscowości Łukawiec, gdzie pozostał do dziś. Według dawnej klasyfikacji był zabytkiem klasy zerowej. Parafia narolska należy do dekanatu Narol. Niegdyś sama parafia zasięgiem obejmowała większy obszar dotykając granic dzisiejszego Tomaszowa Lubelskiego (wcześniej: Jelitowo). Obecnie parafia obejmuje miejscowości: Narol, Narol-Wieś, Kadłubiska, Młynki, Łozy oraz Podlesinę.

## Demografia
30 czerwca 2016 miasto liczyło 2112 mieszkańców.

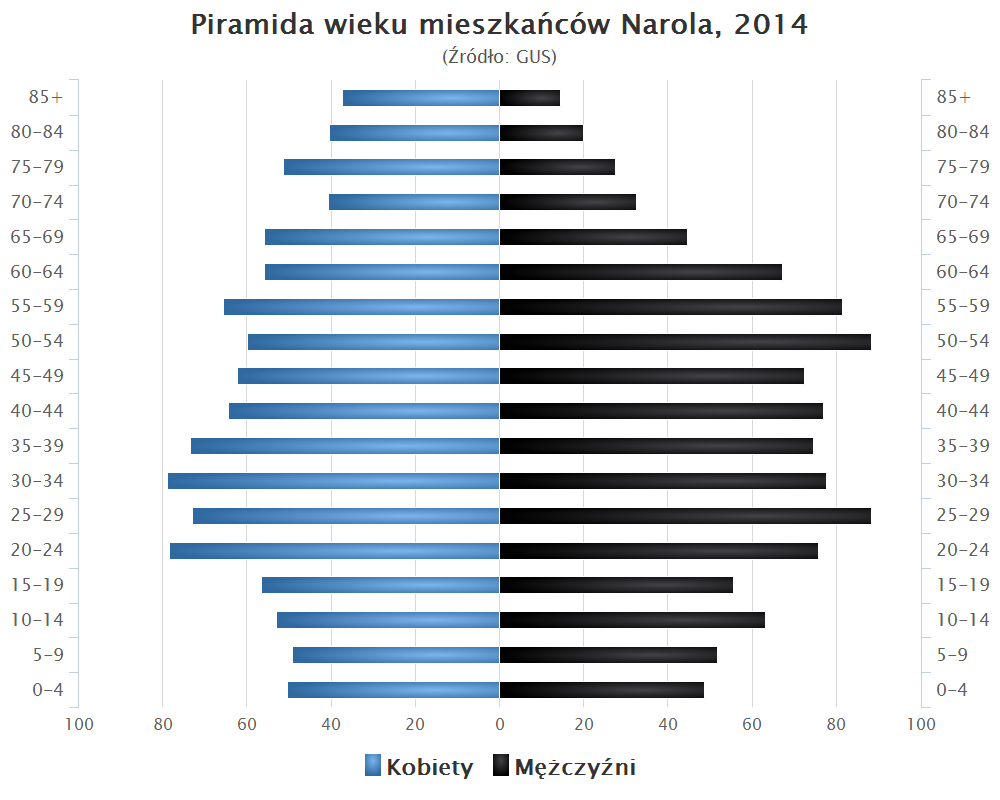
Piramida wieku mieszkańców Narola w 2014 roku

## Zabytki

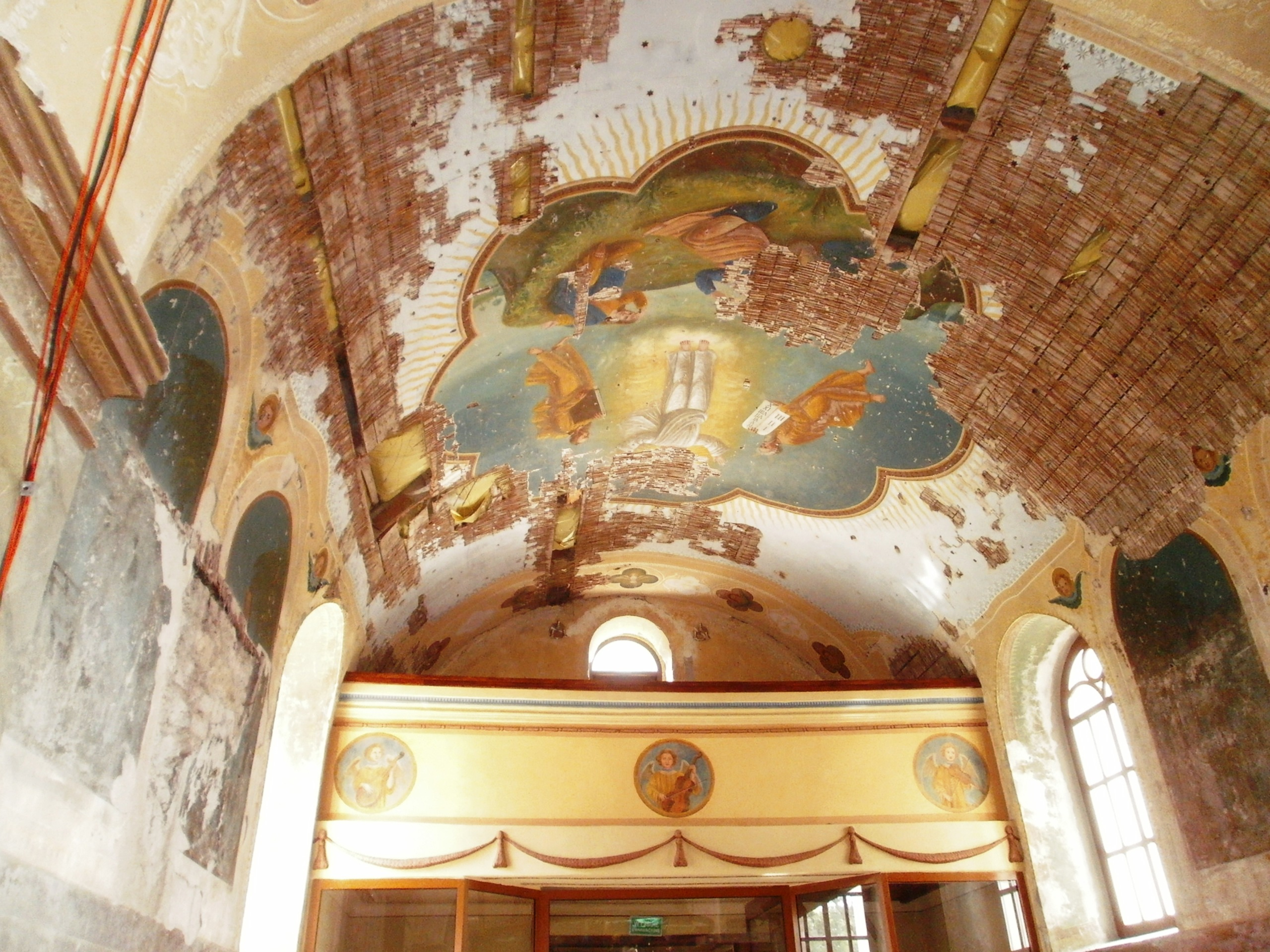
Wnętrze cerkwi

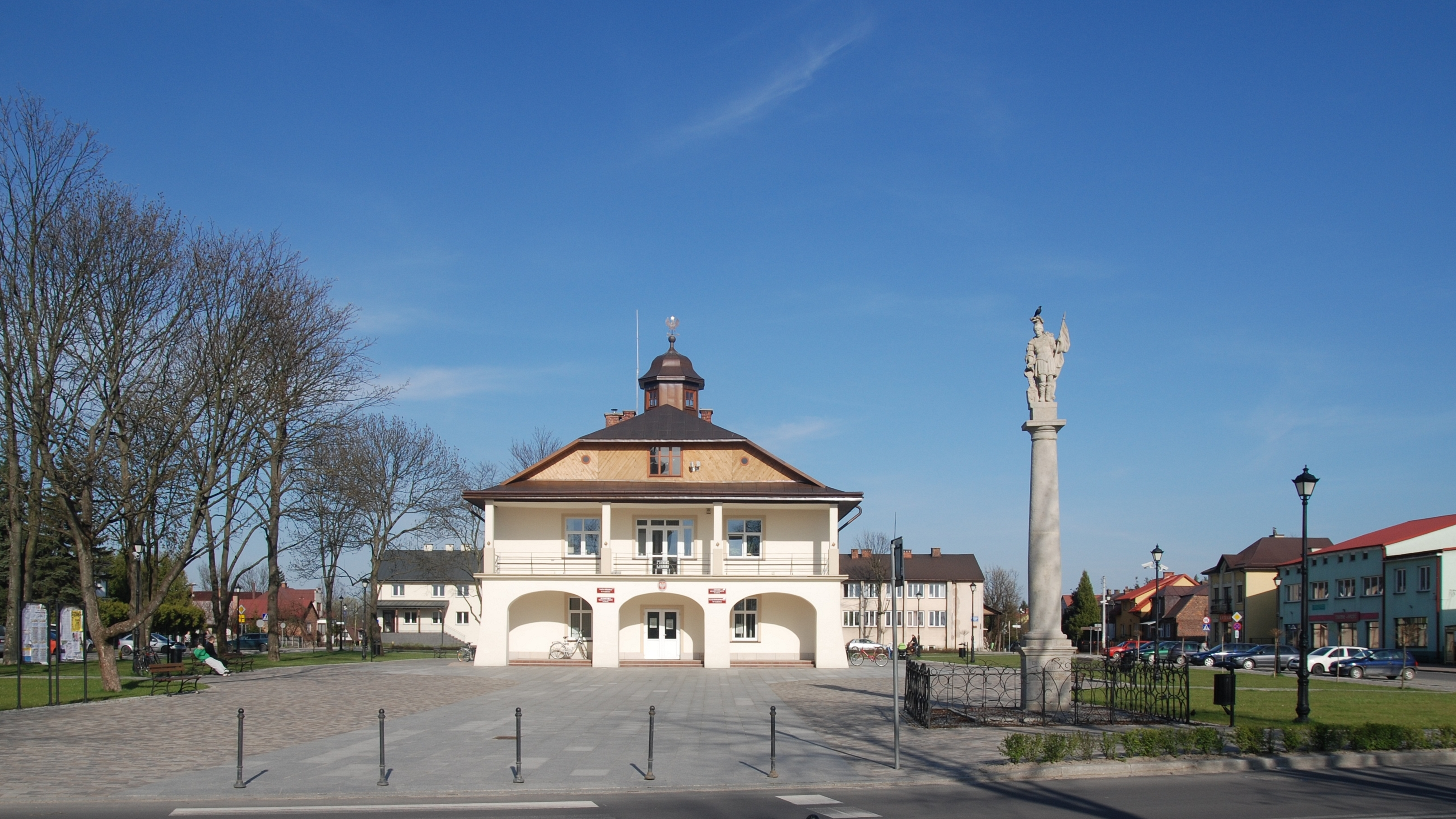
Ratusz

Według rejestru zabytków NID na listę zabytków wpisane są:
- zespół kościoła parafialnego, nr rej.: A-207 z 8.06.2007:
  - kościół pw. Narodzenia NMP, 1790–1804, 1915–17
  - dzwonnica, pocz. XIX w.
  - cmentarz kościelny ze starodrzewem
  - ogrodzenie murowane z bramami, poł. XIX w.
  - stajnia (obecnie garaż) w zespole plebańskim, ul. Józefowska 10, 1930, nr rej.: A-434 z 7.11.2010
- cmentarz rzymskokatolicki z końca XIX w., nr rej.: A-743 z 4.11.1986
- kaplica grobowa rodziny Puzynów, nr rej.: j.w.
- ratusz, Rynek 1, 1932, nr rej.: A-461 z 21.01.2011
- zespół pałacowy, zbudowany w latach 1776–1781 przez Feliksa Antoniego Łosia[13] (spalony w 1939 i 1944, odbudowany w 1950[14]), nr rej.: A-256 z 14.10.1959:
  - barokowy pałac
  - 2 pawilony
  - 2 kordegardy
  - brama
  - park z alejami dojazdowymi i widokowymi, nr rej.: A-705 z 30.10.1971
- szkoła, ul. Kościelna, 1907, nr rej.: A-742 z 21.04.1997
- dom nr 7, ul. Zamkowa 7, 2 poł. XIX, XIX/XX, nr rej.: A-831 z 10.02.1998
- w przysiółku Krupiec – zespół cerkiewny, ul. Krupiecka, nr rej.: A-247 z 12.12.2007:
  - cerkiew unicka Ofiarowania Matki Bożej w Świątyni z końca XIX wieku – wyremontowana w 2011
  - dzwonnica, 1930
  - kapliczka ze studnią, 1 ćw. XIX w.
  - cmentarz przy cerkwi, poł. XIX w.

## Turystyka

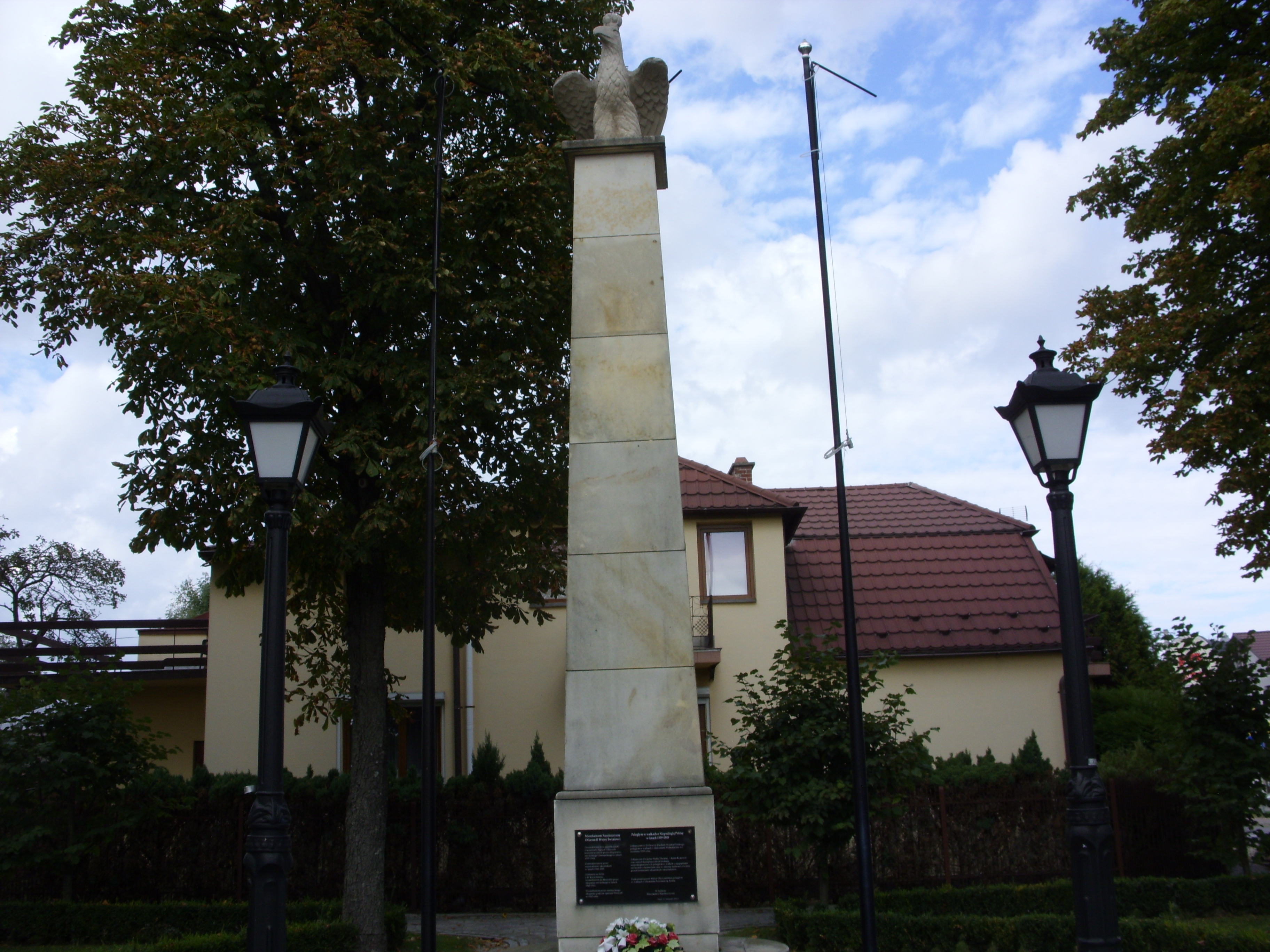
Pomnik ku czci Mieszkańców Narolszczyzny Ofiar II wojny światowej i poległym w walce o niepodległość 1939–1945

Narol znajduje się na początku (lub końcu – zależnie od przyjętej trasy) zielonego szlaku turystycznego  Szlaku im. św. Brata Alberta poprzez Werchratę do Horyńca-Zdroju, związanego z działalnością i życiem św. Brata Alberta Chmielowskiego i bł. Bernardyny Marii Jabłońskiej, urodzonej w Pizunach koło Narola.